# Ярвесаар, Антс Иоханович
Антс Ярвесаар (родился 10 октября 1948 года в Сурьюской волости Пярнуского уезда) — эстонский политический деятель.

## Биография
Окончил среднюю школу Килинги-Нымме в 1967 году и Эстонскую сельскохозяйственную академию в 1981 году. В 1967—1983 годах работал трактористом совхоза в Сурью, в 1983—1990 годах председатель колхоза «Хяэдемеэсте».
С 1974 по 1979 год депутатом Верховного Совета СССР 9-го созыва. В 1990—1992 годах депутат Верховного Совета Эстонии, член комитета по социальным вопросам и член Группы независимых демократов. 20 августа 1991 года был одним из 69 голосующих за восстановление Эстонской Республики и, таким образом, является членом клуба «20 августа».
С 1995 по 1999 год член 8-го Рийгикогу, был избран по списку избирательного союза «Кундераконд» и Союза сельских жителей.
7 ноября 2013 года избран мэром Хяэдемеэсте. После слияния волости Хяэдемеэсте и волости Тахкуранна с 27 ноября 2017 года стал председателем новой волости Хяэдемеэсте. До 4 октября 2017 года был членом Консервативной народной партии Эстонии.